# Francesco Corradini
Francesco Corradini (o Francisco Corradigni) (Venècia, 1700 -- Madrid, 14 d'octubre de 1769) fou un compositor italià. Se'l reconeix pel gran nombre d'òperes per haver introduït a Espanya l'estil i el gust del teatre italià.
Conegué un discret èxit al principi de la seva carrera, quan presentà a Nàpols diverses òperes bufes en dialecte; com Lo'ngegno de le femmine (1742) i L'Aracolo de Dejana (1725). Es traslladà a València, probablement convidat pel príncep Luigi Reggio e Branciforte. Hi començà a escriure òperes sarsueles en castellà, activitat que continuà també després d'establir-se a Madrid el 1731, on treballa al costat del seu compatriota Giovanni Battista Mele. Con amor no hay libertad va ser la seva primera òpera madrilenya. El 1744 es presentà al teatre Caños del Peral amb una òpera mètrica pròpia titulada El Thequeli, i una més La más heroica amistad y el amor más verdadero (1745).
Dos anys després, el 1747, Ferran VI el nomenà director d'orquestra del Teatro del Buen Retiro.